# Federația de Fotbal din Bhutan
Federația de Fotbal din Bhutan este forul ce guvernează fotbalul în Bhutan. Se ocupă de organizarea echipei naționale și a campionatului.